# Kong Salomons Miner
Kong Salomons Miner (eng. King Solomon's Mines) er en engelsk eventyrroman af H. Rider Haggard. Bogen blev udgivet i 1885 og kom i første danske oversættelse i 1887. Bogen blev meget populær og er ved flere lejligheder blevet filmatiseret.

## Handling
Hovedpersonen i bogen er den engelske storvildtjæger Allan Quatermain, som er bosat i det sydlige Afrika. Quartemain bliver hyret af to landsmænd til at hjælpe dem med at finde den enes bror, som er draget ud for at finde Kong Salomons sagnomspundne miner, hvor en stor skat angiveligt skal ligge gemt. Jagten fører dem gennem ørken og over bjerge til de kommer til uudforsket land, hvor de finder et ukendt folk, som ledes af den grusomme Twala og hans heks Gagool.

## Betydning og efterliv
Kong Salomons Miner anses som det første værk inden for genren Tabte Verdener, som er en undergruppe under Victoriansk litteratur. Bogen blev første gang filmatiseret i 1937 med Cedric Hardwicke som Allan Quartermain. Siden er bogen filmatiseret adskillige gange, bl.a. i 1985 med Richard Chamberlain som Quartermain.

## Filmatiseringer
- King Solomon's Mines (1937)
- King Solomon's Mines (1950)
- King Solomon's Treasure (1979)
- King Solomon's Mines (1985)
- Allan Quatermain and the Lost City of Gold (1986)
- King Solomon's Mines (2004)